# Befey
Béféy, également orthographié Befey (prononcer béfé-i), est une ancienne commune française du département de la Moselle supprimée en 1806.

## Toponymie
Anciennes mentions : Pesay (1610), Betfey (1632), Belfey (1756), Befey (1793), Besey (1801),.

## Histoire
Béféy dépendait autrefois  des Trois-Évêchés dans le bailliage de Metz sous la coutume de cette ville. Concernant le spirituel, cette localité était une annexe de la paroisse de Vigy.
La commune de Béféy, dont faisait partie Rabas, a été supprimée par décret du 19 octobre 1806 et fut réunie à celle de Saint-Hubert, qui elle-même fut réunie avec Béféy à celle de Villers-Bettnach par décret du 28 décembre 1811.

## Démographie
| 1793 | 1800 | 1806 |
| ---- | ---- | ---- |
| 106  | 106  | 127  |